# Kekertukdjuak Island
Kekertukdjuak Island är en ö i Kanada.   Den ligger i territoriet Nunavut, i den östra delen av landet, 2 400 km norr om huvudstaden Ottawa. Arean är 42 kvadratkilometer.
Terrängen på Kekertukdjuak Island är kuperad. Öns högsta punkt är 801 meter över havet. Den sträcker sig 9,4 kilometer i nord-sydlig riktning, och 6,6 kilometer i öst-västlig riktning.
Trakten runt Kekertukdjuak Island består i huvudsak av gräsmarker. Trakten runt Kekertukdjuak Island är nära nog obefolkad, med mindre än två invånare per kvadratkilometer.